# 3 Monocerotis
3 Monocerotis è una stella gigante azzurra di magnitudine 4,94 situata nella costellazione dell'Unicorno. Dista 979 anni luce dal sistema solare.

## Osservazione
Si tratta di una stella situata nell'emisfero celeste australe, ma molto in prossimità dell'equatore celeste; ciò comporta che possa essere osservata da tutte le regioni abitate della Terra senza alcuna difficoltà e che sia invisibile soltanto molto oltre il circolo polare artico. Nell'emisfero sud invece appare circumpolare solo nelle aree più interne del continente antartico. La sua magnitudine pari a 4,9 fa sì che possa essere scorta solo con un cielo sufficientemente libero dagli effetti dell'inquinamento luminoso.
Il periodo migliore per la sua osservazione nel cielo serale ricade nei mesi compresi fra dicembre e maggio; da entrambi gli emisferi il periodo di visibilità rimane indicativamente lo stesso, grazie alla posizione della stella non lontana dall'equatore celeste.

## Caratteristiche fisiche
La stella è una gigante azzurra; possiede una magnitudine assoluta di -2,45 e la sua velocità radiale positiva indica che la stella si sta allontanando dal sistema solare. Attorno ad essa si troverebbe una debole nebulosa a riflessione, la cui reale esistenza appare però in dubbio; questa nebulosa è indicata con la sigla NGC 2142.

## Sistema stellare
3 Monocerotis è un sistema stellare: La componente principale A è una stella di magnitudine 4,94. La componente B è di magnitudine 8,5, separata da 1,8 secondi d'arco da A e con angolo di posizione di 354 gradi. A viene indicata anche come binaria spettroscopica.